# Af Hällström
af Hällström är en finländsk adelsätt, adlad 1830 och introducerad på Finlands riddarhus 1831 med nummer 190.

## Ättens ursprung
Ätten härstammar från Helsingborg i Skåne, där anfadern Olluff Thraebeen (nutida stavning: Olof Träben) på 1500-talet verkade som färjkarl i Öresund mellan de då danska städerna Helsingborg och Helsingör. Hans sonsons son Petter Karlsson tog släktnamnet Hällström efter hemstaden ("Häll") och Öresund ("ström"), innan han 1724 flyttade till Ilmola i Österbotten, där han verkade som sockenskräddare. Petter hade flera döttrar, men bara en son, Carl, som förde namnet vidare. En av Carls söner, Gustaf Gabriel Hällström, var präst, fysiker och rektor för universitetet i flera omgångar både före och efter Åbo brand 1827. Efter att universitetet hade flyttat till Helsingfors blev hans söner adlade för faderns meriter 1830; det ansågs inte lämpligt att en präst blev adlad.
En annan son till Carl Hällström var Carl Peter Hällström. Av Carl Hällströms ättlingar är det numera bara ätten af Hällström som har "Hällström" kvar i namnet. De övriga grenarna förfinskade namnet på 1920-30-talen till Helasvuo eller Pankakoski.

## Några medlemmar i ätten
- Eliel af Hällström (1865–1950), kyrkoherde, kontraktsprost, sonson till G. G. Hällström
- Arthur af Hällström (1867–1933), arkitekt, grundare av Maskin och Stål,[6] sonson till G. G. Hällström
- Erik af Hällström (1897–1951), juris professor, kulturpolitiker, son till Eliel af Hällström
- Raoul af Hällström (1899–1975), teater- och danskritiker, teaterchef, son till Arthur af Hällström
- Roland af Hällström (1905–56), filmregissör, son till Arthur af Hällström
- Gunnar af Hällström (1908–64), matematiker och professor, sonsons son till G.G. Hällström
- Olof af Hällström (1916–90), intendent på Sveaborg,[7] son till Eliel af Hällström
- Harald af Hällström (1923–2003), justitieråd, son till Eliel af Hällström
- Gustav af Hällström (1933–2012), VD för Pohjola-Norden, son till Erik af Hällström
- Gunnar af Hällström (f. 1950), professor i systematisk teologi, son till Harald af Hällström
- Arto af Hällström (f. 1952), teaterregissör, son till Roland af Hällström
- Charlotta af Hällström-Reijonen (f. 1970), språkvetare